# روب جونز
روب جونز (بالإنجليزية: Rob Jones)‏ (5 نوفمبر 1971 المملكة المتحدة - ) هو لاعب كرة قدم بريطاني.

## مسيرته الكروية
لعب روب جونز خلال مسيرته الاحترافية مع 3 أندية في أربعة عشر موسمًا وسجل خلالها هدفين أثنين ضمن 258 مباراة. حيث فاز في موسم واحد بالكأس ولم يفز بأي دوري.
خاض روب جونز مسيرته مع نادي كرو ألكساندرا في موسم 1987–88 ليلعب معه خمسة مواسم، مشاركًا في 75 مباراة سجل خلالها هدفين. ثم انتقل إلى نادي ليفربول في موسم 1991–92 ليلعب معه ثمانية مواسم، حيث شارك في 183 مباراة ولم يسجل أي هدف. لينتقل بعدها إلى نادي وست هام يونايتد في موسم 1999–00 لمدة موسم واحد، لم يشارك في أي مباراة ولم يسجل أي هدف أيضًا.

## روابط خارجية
- روب جونز على موقع الاتحاد الأوربي (الإنجليزية)
- روب جونز على موقع قاعدة بيانات كرة القدم.إي يو (الإنجليزية)
- روب جونز على موقع ناشيونال فوتبول تيمز (الإنجليزية)
- روب جونز على موقع Soccerbase.com (لاعب) (الإنجليزية)
- روب جونز على موقع عالم كرة القدم.نت (الإنجليزية)